# CERT
CERT (Computer Emergency Response Team) je v informatice skupina, která vznikla roku 1988 po aféře s jedním z prvních počítačových červů, který ke svému šíření využíval celosvětovou sítě internet tzv. Morrisův červ. Od této doby skupina zveřejňuje velké množství bezpečnostních rad, k tomu dále zodpovídá přibližně za více než 140 000 zpráv o internetových průlomech a velké množství oznámení o zranitelných míst v různých systémech. Další činností skupiny CERT je 24 hodinová telefonická podpora, kterou poskytuje velmi důležité technické rady lidem, kteří se dostali do problémů související s narušením jejich zabezpečením. Na jejich webových stránkách jsou k dispozici důležité nové i starší informace o bezpečnosti. Navíc tato skupina vydává pravidelné roční zprávy, které poskytují vynikající statistický náhled na danou problematiku.
Původně skupina CERT nezveřejňovala informace o zranitelných místech v informačních systémech dříve, než byla vytvořena oprava daného místa. Pro tento postup bylo mnoho odlišných názorů, protože si mnoho lidí myslelo, že zveřejnění informace o možném zneužití ještě dříve, než se vytvoří daná oprava je kontraproduktivní, avšak další věřili, že v době kdy se daná slabina odhalí, tak komunita crackerů o ni již dávno ví a informace o dané chybě v systému jsou již s největší pravděpodobností nějakou dobu k dispozici na jejich informačních kanálech a nepublikováním těchto informací ponechává skupina CERT výhodu právě na straně crackerů. V roce 2000 byl skupinou CERT přijato kompromisní řešení, a to takové, že bude zveřejňovat varování vždy po 45 dnech a to bez ohledu na jednání výrobce. A tím na výrobce dosáhne určitého tlaku, aby dané chyby opravil, avšak mu ponechá určitý čas na možnou nápravu ještě před zveřejněním. Všechny podrobnosti o zveřejňováním varování skupiny CERT jsou k dispozici na jejich webových stránkách.
V informační zprávy skupiny CERT obsahují adresy na kterých jsou k dispozici opravy s informacemi daného výrobce. Na těchto webových stránkách je možno také nalézt nástroje, nebo programový kód, jejíž pomocí budete moci zjistit jak je váš systém proti určité zranitelnosti zabezpečen. Jelikož v databázi se nacházejí informace o zranitelností již od roku 1988, tak je to vhodné místo i pro odzkoušení starších bezpečnostních slabin informačních systémů.